# Qri (cantante)
Lee Ji-hyun (Hangul: 이지현; Goyang, 12 de diciembre de 1986), más conocida por su nombre artístico Qri, es una cantante y actriz surcoreana. Es conocida como la líder del grupo femenino surcoreano T-ara.

## Biografía

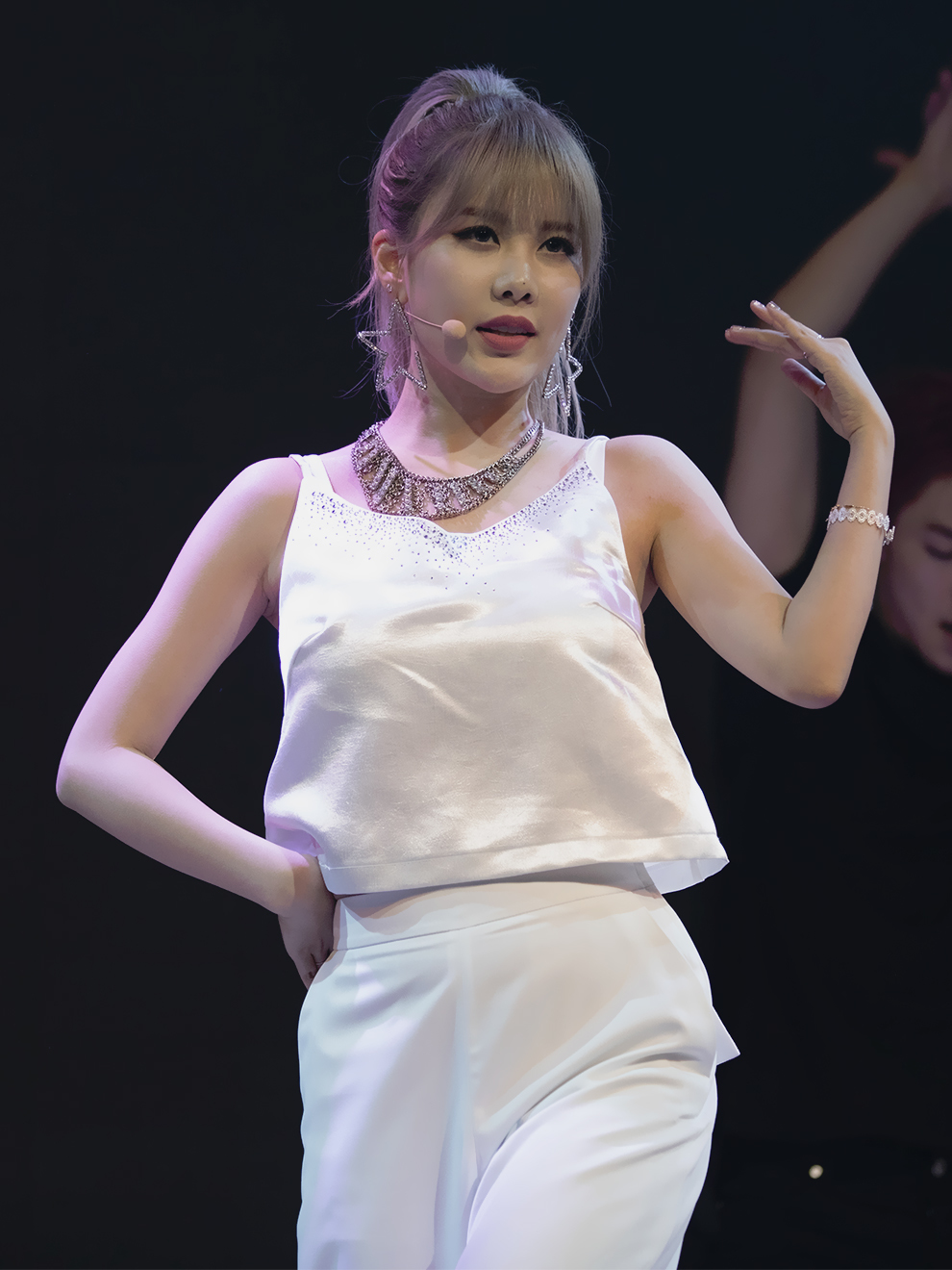
Qri durante una presentación en junio de 2017

Lee Ji-hyun nació el 12 de diciembre de 1986. realizó sus estudios secundarios en la Escuela secundaria Juyeob, y luego asistió a la Universidad Myungji, inscribiéndose en el Departamento de Teatro y Artes Visuales, en la misma clase con otra integrante del grupo Boram. Intentó ser modelo y ulzzang antes de su debut como miembro de T-ara.[cita requerida]

## Carrera musical

### T-ara
Lee fue la última de las tres nuevas miembros en ser agregada al grupo después de que dos exmiembros, Jiae y Jiwon, salieran a mediados de 2009, previamente al debut del grupo. Más tarde se mencionó en el programa Taxi (TvN) que ella fue presentada al director general de MBK Entertainment por su primera compañía.
En julio de 2013, se convirtió en la nueva líder de T-ara debido al sistema de liderazgo del grupo.

### QBS
Qri, Boram y Soyeon formaron un subgrupo llamado QBS en mayo de 2013, el cual se centró en el mercado Japonés. El subgrupo realizó el lanzamiento de su single debut, titulado "Kaze no You ni" (風のように, Como el Viento) el 26 de junio de 2013.

## Carrera de actuación
En septiembre de 2009, hizo su debut como actriz en el drama Reina Seondeok como la esposa de Kim Yoo-shin . Realizó un cameo junto a otras miembros de T-ara en el drama Master of Study  en 2010, y le fue dado un papel protagónico en el drama de la KBS Southern Trader Kim Chul Soo's Update Qri también hizo un cameo junto a la integrante del grupo Soyeon en el drama de la SBS Giant.
Se unió al elenco del drama King Geunchogo de la KBS junto a su compañera Eunjung en 2011, a partir del episodio 47.

## Discografía
| Año  | Álbum                | Canción                                    | Notas     |
| ---- | -------------------- | ------------------------------------------ | --------- |
| 2013 | Bunny Style!         | "Shabondama no Yukue (シャボン玉のゆくえ)" | Con Boram |
| 2013 | Bunny Style!         | "Do we Do we"                              | Sola      |
| 2017 | What's My Name? (EP) | "Diamond"                                  | Sola      |

## Filmografía

### Series de televisión
| Año  | Título                                 | Papel              | Red | Notas              | Ref.   |
| ---- | -------------------------------------- | ------------------ | --- | ------------------ | ------ |
| 2009 | Queen Seondeok                         | Princesa Young Mo  | MBC |                    |        |
| 2010 | Master of Study                        | Cameo              | KBS |                    |        |
| 2010 | Bubi Bubi                              | Ella misma         | –   |                    |        |
| 2010 | Southern Trader Kim Chul Soo's Updates | Lee Kyung          | KBS |                    |        |
| 2010 | Giants                                 | Cameo              | SBS |                    |        |
| 2011 | King Geunchogo                         | Princesa Bu Yeojin | KBS |                    | [ 11 ] |
| 2015 | Sweet Temptation (Black Holliday)      | Qri                |     | Serie web          |        |
| 2024 | Borrador de malos recuerdos            | Gyeongju-yeon      | MBN | Aparición especial | [ 12 ] |

### Películas
| Año  | Título                    | Papel | Ref. |
| ---- | ------------------------- | ----- | ---- |
| 2010 | Death Bell 2: Bloody Camp | Cameo |      |
| 2011 | Gisaeng Fantasma          | Cameo |      |

### Espectáculos de variedades
| Año  | Título                               | Network |
| ---- | ------------------------------------ | ------- |
| –    | Law of Unchanging Love               | O'live  |
| 2009 | Mnet Scandal                         | Mnet    |
| 2010 | Dream Girls                          | Mnet    |
| 2010 | Hello Baby                           | KBS     |
| 2010 | Bouquet                              | MBC     |
| 2011 | WIn Win                              | KBS2    |
| 2011 | Challenge 1000 Song                  | KBS2    |
| 2011 | 1 vs. 100                            | KBS     |
| 2012 | Naughty Boys                         | JTBC    |
| 2013 | Let's Go! Dream Team Season 2        | KBS2    |
| 2014 | Witch Hunt                           | JTBC    |
| 2015 | Idol Star Athletic Championship 2015 | MBC     |
| 2016 | Idol Intern King                     | Oksusu  |

## Premios
| Año  | Premio                     | Categoría                              | Resultado |
| ---- | -------------------------- | -------------------------------------- | --------- |
| 2017 | Dr. Gloderm Best of Beauty | The Brightest Skin Female Singer Award | Ganadora  |
| 2017 | LBMA Star Award            | Korean Wave Star Award                 | Ganadora  |